# Parafia Wniebowzięcia Najświętszej Maryi Panny we Włochach
Parafia Wniebowzięcia Najświętszej Maryi Panny – rzymskokatolicka parafia, położona we wsi Włochy, należąca do dekanatu Namysłów wschód w archidiecezji wrocławskiej. 

## Historia parafii
Kościół we Włochach istniał już w II połowie XIII wieku. Parafia została erygowana dopiero w 1488 roku. W czasie reformacji, mimo że mieszkańcy wsi byli katolikami, kościół parafialny został przejęty przez ewangelików. Wówczas parafia jak i kościół były pod wezwaniem św. Mikołaja. W czasie wojny trzydziestoletniej kościół został spalony. W 1676 roku biskup Jerzy Szustrowicz konsekrował nowo wybudowaną drewnianą świątynię. Dnia 22 lutego 1927 roku kościół spłonął. W 1929 roku wybudowany został nowy, murowany kościół parafialny.
Proboszczem parafii jest ksiądz Tadeusz Strugała.
Od 1945 roku parafia prowadzi księgi metrykalne. Przy kościele parafialnym we Włochach znajduje się cmentarz parafialny, natomiast przy kościele filialnym cmentarz komunalny.

## Liczebność i zasięg parafii
Do parafii należy 1640 wiernych mieszkających w następujących miejscowościach: Domaszowice, Duczów Mały, Dziedzice, Nowa Wieś, Wielołęka i Zofijówka.
- Publiczne Przedszkole w Domaszowicach,
- Publiczna Szkoła Podstawowa w Domaszowicach,.

## Proboszczowie
- ks. Stanisław CICHOCKI (1945–1947),
- ks. Władysław BURY (1947–1950),
- ks. Kazimierz ZYGMUNT (1950–1953),
- ks. Antoni SZCZEPAŃSKI (1953–1974),
- ks. Marian BOCZEK (1974–1980),
- ks. Kazimierz WITKO (1980–1995),
- ks. Wiktor GORGOŃ (1995–1997),
- ks. Wiesław CIESIELSKI (1997–2001),
- ks. Bogdan GRABOWSKI (2001–2009),
- ks. Tadeusz STRUGAŁA (od 2009)[2]

## Wspólnoty parafialne
- Żywy Różaniec,
- Rada Parafialna,
- Wspólnota Krwi Chrystusa,
- Zespół Charytatywny,
- Schola,
- Lektorzy i Ministranci[2].